# Anne Steinmeier
Anne M. Steinmeier (eigentlich Anne M. Steinmeier-Kleinhempel; * 17. September 1957 in Herne, Westfalen) ist eine deutsche evangelisch-lutherische Theologin, Pfarrerin, Pastoralpsychologin und Hochschullehrerin.

## Leben
Steinmeier studierte Evangelische Theologie in Bethel, Tübingen und Hamburg, arbeitete anschließend als Wissenschaftliche Mitarbeiterin im Seminar für Systematische Theologie, Abt. Sozialethik, an der Universität Hamburg. 1990 wurde sie zur Pastorin der Nordelbischen Ev.-Luth. Kirche ordiniert.
Es folgte 1991 die Promotion zur Dr. theol. in Systematischer Theologie. Von 1990 bis 1994 war sie als Pastorin z. A. in den Seminaren für Systematische und Praktische Theologie der Universität Hamburg tätig. Dieses Aufgabenfeld umfasste Tätigkeiten als wissenschaftliche Mitarbeiterin, Lehrtätigkeit, Beratung und Seelsorge für Studierende und Examenskandidaten. Im Jahr 1994 erhielt Steinmeier ein Stipendium der Universität Hamburg; in den Jahren 1995 bis 1996 ein Habilitationsstipendium der DFG. 1997 erfolgte die Habilitation in Praktischer Theologie und die Ernennung zur Privatdozentin.
Ab 1997 arbeitete sie als Pastorin der Nordelbischen Ev.-Luth. Kirche in der St. Nicolaus-Gemeinde in Hamburg, damit verbunden war die Arbeit mit geistig behinderten Menschen in der Evangelischen Stiftung Alsterdorf. Gleichzeitig wurde sie in ein Dienstverhältnis auf Lebenszeit zur Nordelbischen Ev.-Luth. Kirche übernommen.
Ab dem Wintersemester 1999/2000 trat Steinmeier die C4-Professur „Praktische Theologie“ mit den Schwerpunkten Homiletik, Liturgik, und Seelsorge an der Theologischen Fakultät der Martin-Luther-Universität Halle-Wittenberg an. Seit dem Sommersemester 2002 ist sie an der Erarbeitung des Aufbaustudiengangs Liturgiewissenschaft (Leipzig – Jena – Halle – Erfurt) beteiligt.

## Mitgliedschaft in Fachgesellschaften
- Arbeitsgemeinschaft für Homiletik
- Deutsche Gesellschaft für Pastoralpsychologie (DGfP), Sektion Tiefenpsychologie

## Forschungsschwerpunkte
- Seelsorge
- Psychoanalyse und Religionspsychologie;
- Religion und Kunst: interdisziplinäre Beschäftigung mit Literatur, bildender und darstellender Kunst der Gegenwart.

## Werke

### Buchpublikationen
- Von Gott kompt mir ein Frewdenschein. Die Einheit Gottes und des Menschen in Philipp Nicolais FrewdenSpiegel deß ewigen Lebens (= Europäische Hochschulschriften, Reihe 23, Theologie, Band 430), Frankfurt am Main / Bern / New York, NY/Paris/London 1991, ISBN 3-631-44115-0 (Dissertation Universität Hamburg 1990, X, 249 Seiten, 21 cm).
- Wiedergeboren zur Freiheit. Skizzen eines Dialogs zwischen Theologie und Psychoanalyse zur theologischen Begründung des seelsorglichen Gesprächs (= Arbeiten zur Pastoraltheologie, Band 33), Vandenhoeck und Ruprecht, Göttingen 1998, ISBN 3-525-62355-0 (Habilitationsschrift Universität Hamburg, 1996, 220 Seiten 24 cm).
- Schöpfungsräume. Auf dem Weg einer Praktischen Theologie als Kunst der Hoffnung, Gütersloh 2003, ISBN 3-579-05394-9.[1]
- Kunst der Seelsorge. Religion, Kunst und Psychoanalyse im Diskurs, Vandenhoeck & Ruprecht, Göttingen 2011, ISBN 978-3-525-57005-0.

### Herausgeberschaften

#### Bände
- mit Klaus-Michael Kodalle: Subjektiver Geist. Reflexion und Erfahrung im Glauben. Festschrift zum 65. Geburtstag von Traugott Koch, Würzburg 2002, ISBN 3-8260-2307-2.
- Hallesche Universitätspredigten
  - Bd. IV, Halle-Wittenberg 2000.
  - Bd. V, Halle-Wittenberg 2002.
  - Bd. VI, Halle-Wittenberg 2004.

#### Reihen
- mit E. Hauschildt und F. K. Praßl: Arbeiten zur Pastoraltheologie, Liturgik und Hymnologie (APTLH), Fusion aus Arbeiten für Pastoraltheologie (APT) und Veröffentlichungen für Liturgik, Hymnologie und Kirchenmusikforschung (VLH).

#### Zeitschriften
- Wege zum Menschen. Zeitschrift für Seelsorge und Beratung, heilendes und soziales Handeln (WzM),(geschäftsführende Herausgeberschaft).
- Berliner Theologische Zeitung (BThZ), (Mitherausgeberschaft).
- mit T. Klie: Kulturkontakt, BThZ, 24. Jahrgang, Heft 1, 2007.

### Beiträge in Sammelwerken
- „War das eben Himmel?“, in: Hanna Ahrens (Hrsg.): Hoffnungszeichen, Neukirchen-Vluyn 2000, ISBN 3-7615-5136-3, S. 78–84.
- Predigt als Rede von Wahrheit. Überlegungen im Gespräch mit Ingeborg Bachmann und Paul Celan, in: K.-M. Kodalle, A. M. Steinmeier (Hrsg.), Subjektiver Geist. Reflexion und Erfahrung im Glauben. Festschrift zum 65. Geburtstag von Traugott Koch, Würzburg 2002, S. 261–273.
- Die religiöse Dimension als offenes Geheimnis im Theater, in: W. Ruff, Religiöses Erleben verstehen, Göttingen 2002, S. 123–141.
- Haupt- und Ehrenamtliche in der Besuchsdienstarbeit. Auf dem Weg zu einer Kirche des Priestertums aller Getauften, in: Haushalterschaftsarbeit im Amt für Gemeindedienst der Ev.-luth. Landeskirche Hannovers (Hrsg.), Der Besuchsdienst. Informationen für die Seelsorgearbeit christlicher Dienstgruppen und zur Gemeindeentwicklung, Hannover 2002, S. 21–28.
- Seelsorge und kirchliche Beratung, in: Wilfried Härle, Peter Neuner (Hrsg.): Im Licht der Gnade Gottes. Zur Gegenwartsbedeutung der Rechtfertigungsbotschaft. Gemeinsames Symposion des Evangelisch- und Katholisch-Theologischen Fakultätentages Lutherstadt Wittenberg, Oktober 2002 (= Studien zur systematischen Theologie und Ethik, Band 42), Münster 2004, ISBN 3-8258-6681-5, S. 251–254.
- Das Sinnangebot der Diakonie – Ost-Westreflexionen, in: Michael Schibilsky (Hrsg.), Renate Zitt (Hrsg.), in Zusammenarbeit mit Klaus D. Hildemann und Reinhard Schmidt-Rost: Theologie und Diakonie (= Wissenschaftliche Gesellschaft für Theologie (Hrsg.): Veröffentlichungen der Wissenschaftlichen Gesellschaft für Theologie, Band 25), Gütersloh 2004, ISBN 3-579-05353-1, S. 443–450.
- Vom Beten und der „Menschlichkeit in finsteren Zeiten“. Überlegungen im Gespräch mit den Vaterunser-Predigten Pfarrer Martin Schellbachs, in: A. Sames (Hrsg.): 500 Jahre Theologie in Wittenberg und Halle 1502 bis 2002. Beiträge aus der Theologischen Fakultät der Martin-Luther-Universität Halle-Wittenberg zum Universitätsjubiläum 2002, Leipzig 2003, S. 201–216.
- Nicolai, Philipp (1556–1608), in: R. Hering, Maria Jepsen, I. Mager, H. v. Schade, J. Stüben (Hrsg.), Arbeiten zur Kirchengeschichte Hamburgs, Band 22, Hamburg 2004, S. 305–309.
- Philipp Nicolai. Eine Theologie des Lebens im Sterben der Pest, in: R. Hering, M. Jepsen, I. Mager, H. v. Schade, J. Stüben (Hrsg.), Arbeiten zur Kirchengeschichte Hamburgs, Bd. 22, Hamburg 2004, S. 311–318.
- „Gemeinde in Kontakt“ als Fokus des Gemeindeaufbaus, in: Haus kirchlicher Dienste der Evangelisch-lutherischen Landeskirche Hannovers (Hrsg.), Der Besuchsdienst. Aufeinander Zugehen – Kontakte Gestalten, Hannover 2005, S. 5–14.
- Wo bist Du Gott? Wer bin ich Mensch? Eine Theologie der Seelsorge im Sterben der Pest Philipp Nicolai (1556-1608), in: Johann Anselm Steiger (Hrsg.), 500 Jahre Theologie in Hamburg. Hamburg als Zentrum christlicher Theologie und Kultur zwischen Tradition und Zukunft. Mit einem Verzeichnis sämtlicher Promotionen der Theologischen Fakultät Hamburg (= Arbeiten zur Kirchengeschichte, Band 95), Berlin 2005, ISBN 978-3-11-019963-5, S. 16–33.
- „…ist doch nicht wie `n Mantel kaufen“. Gedanken zur Taufe als Prozess, Johannes Block (Hrsg.), Irene Mildenberger (Hrsg.), Herausforderung: missionarischer Gottesdienst. Liturgie kommt zur Welt. (= Festschrift für Wolfgang Ratzmann zum 60. Geburtstag), (= Beiträge zur Liturgie und Spiritualität, Band 19), Leipzig 2007, ISBN 978-3-374-02480-3, S. 189–204.
- Sprachgewinn. Überlegungen im Anschluss an Joachim Scharfenberg, in: Isabelle Noth (Hrsg.), Christoph Morgenthaler (Hrsg.), Seelsorge und Psychoanalyse (= Praktische Theologie heute, Band 89), Stuttgart 2007, ISBN 978-3-17-019972-9, S. 68–81.
- Kunst als Seelsorge, in: Desmond Bell (Hrsg.), Gotthard Fermor (Hrsg.), Seelsorge heute. Aktuelle Perspektiven aus Theorie und Praxis, Neukirchen-Vluyn 2009, S. 166–180.
- Ikonische Innovationen. Überlegungen zur Predigt im Horizont kultureller Lebenswelt, in: Thomas Klie (Hrsg.), Martina Kumlehn (Hrsg.), Ralph Kunz (Hrsg.), Thomas Schlag (Hrsg.), Lebenswissenschaft Praktische Theologie?!, Berlin/New York 2011, S. 253–270.
- „In meines Vaters Hause sind viele Wohnungen“ (Joh 14, 2), in: Christiane Burbach (Hrsg.), Friedrich Heckmann (Hrsg.), Übergänge – Annäherungen an das eigene Sterben, Göttingen 2011, S. 136–147.
- Musik als religiöses Medium im öffentlichen Raum, in: Birgit Weyel, Peter Bubmann (Hrsg.), Praktische Theologie und Musik (= Veröffentlichungen der Wissenschaftlichen Gesellschaft für Theologie, Bd. 34), Gütersloh 2011, S. 126–139.
- Die Rolle des Bildes bei der Konstruktion der Persönlichkeit. Kunst als Sorge für die Seele, in: Wilhelm Gräb (Hrsg.), Jérôme Cottin (Hrsg.), Imaginationen der inneren Welt. Theologische, psychologische und ästhetische Reflexionen zur spirituellen Dimension der Kunst (= Religion – Ästhetik – Medien, Band 3), Frankfurt, M., u. a. 2012, ISBN 978-3-631-61637-6, S. 21–40.
- Biblische Bilder heildender Seelsorge bei Krisen und seelischen Erkrankungen, in: Jochen Sautermeister (Hrsg.), Tobias Skuban (Hrsg.), Viktoria Lenz (Mitarbeit), Handbuch psychiatrisches Grundwissen für die Seelsorge, Verlag Herder, Freiburg, Basel, Wien 2018, ISBN 978-3-451-37799-0, S. 54–71.

### Zeitschriftenartikel
- Glauben – was heißt das eigentlich?, in: Lernort Gemeinde. Beiträge zur Gemeindepädagogik aus dem Evangelischen Zentrum Rissen, Heft. 2, 1991, S. 51–53.
- Ein Gespräch um die Sprachwerdung des Vertrauens. Zum Verhältnis von Seelsorge und Psychoanalyse, in: scientia hallensis, Heft 1, 2000, S. 17.
- Diakonie als Wahrnehmung des Lebendigen. Kunst, ästhetische Praxis und Integration, in: PTh, 89. Jahrgang, Heft 9, 2000, S. 395–410.
- (mit E. Dremel) Wo die ´Verständnisse andrer Art zusammengehen`. Die integrative Kraft des Gottesdienstes, in: PTh, 90. Jahrgang, Heft 6, 2001, S. 196–211.
- Vom Priestertum aller Getauften, in: Unterwegs zu Menschen. Magazin für Mitarbeitende im Besuchsdienst, Heft 2, 2000, S. 10 f.
- „Es ist noch nicht erschienen, was wir sein werden“ – Bilder vom Menschen auf dem Theater, in: Räume. Szenen. Gestalten, BThZ, 20. Jahrgang, Heft 1, 2003, S. 14–35.
- Eine Kraft für hier und heute, in: Die Kirche. Wochenzeitung für Anhalt und die Kirchenprovinz Sachsen, Nr. 15, 11. April 2004, Ostern, S. 4.
- Ethik ins Werk. Eine praktisch-theologische Annäherung an Thomas Lehnerer (1955–1995), in: Anne M. Steinmeier, T. Klie (Hrsg.), Kulturkontakt, BThZ, 24. Jahrgang., Heft 1, 2007, S. 48–79.
- Ein Bild von Bedeutung: Modernes Theater und Bibel, in JRP, Heft 1, 2007, Band 23, 113–122.
- Poesie der Seele. Zur Kunst der Seelsorge in Gespräch und Liturgie, in: Wege zum Menschen, 60. Jahrgang, Heft 3, 2008, S. 263–281.
- „Konzerttheologie“. Die Bedeutung der Musik für die Gebildeten unter den Religionsgenießern, in: Praktische Theologie, Zeitschrift für Praxis in Kirche, Gesellschaft und Kultur, 43. Jahrgang, Heft 2, 2008, S. 116–120.
- Bericht zu: Andreas Jordan (Hrsg.), Das Eismeer in mir. Gedanken von Kindern und Jugendlichen mit Essstörungen, Depressionen und Psychosen, Hamburg 2007, in: Wege zum Menschen, 61. Jahrgang, Heft 6, 2009, S. 563–569.

### Artikel in Lexika und Handbüchern
- NICOLAI, Philipp, in: Biographisch-Bibliographisches Kirchenlexikon (BBKL). Band 6, Herzberg 1993, ISBN 3-88309-044-1, Spalten 671–681.
- Kirchenmusik und Aszetik (Frömmigkeit / Spiritualität / Gebet), in: Gotthard Fermor (Hrsg.), Harald Schroeter-Wittke (Hrsg.), Kirchenmusik als religiöse Praxis – Praktisch-theologisches Handbuch zur Kirchenmusik, Leipzig 2005, ISBN 3-374-02304-5, S. 177–181.
- Bilder – Theoretische Zugänge, in: Klaus Eulenberger (Hrsg.), L. Friedrichs (Hrsg.), U. Wagner-Rau (Hrsg.) (Hrsg. im Auftrag der Liturgischen Konferenz), Gott ins Spiel bringen. Handbuch zum Neuen Evangelischen Pastorale, Gütersloh 2007, ISBN 978-3-579-05583-1, S. 124–130.
- Kunst als Seelsorge, in: Desmond Bell (Hrsg.), Gotthard Fermor (Hrsg.), Seelsorge heute. Aktuelle Perspektiven aus Theorie und Praxis, Neukirchen-Vluyn 2009, ISBN 978-3-7887-2366-8, S. 166–180.

### Predigten und Predigtstudien
- Predigtstudie zu Markus 13, 31-37, Totensonntag, Teil B, in: Predigtstudien V/2, 2000/2001, S. 243–249.
- Predigtstudie zu 2. Mose 34, 4-10, Erntedankfest, Teil B, in: Predigtstudien VI/2, 2001/2002, S. 185–191.
- Predigtmeditation Oculi – 23.3. 2003, Lk 9, 57-62, in: GPM 2003, S. 176–185.
- Predigtstudie zu 1 Korinther 11, 23-26, Teil B, in: Predigtstudien II, 1, 2003/2004, S. 223–229.
- Predigtmeditation Pfingstmontag – 1. Kor 12, 4-11, in: GPM 2003/2004, S. 320–329.
- Predigtmeditation Invokavit – Lk 22, 31-34, in: GPM, 96. Jahrgang., Heft 2, 2007, S. 129–135.

### Rezensionen
- Rezension zu H. R. Herbst, Behinderte Menschen in Kirche und Gesellschaft, in: ThLZ, 125. Jahrgang, Heft 5, 2000, Spalten 565–567.
- Rezension zu G. Schibler, Kreativ-emanzipierende Seelsorge, in: ThLZ, 126. Jahrgang, Heft 3, 2001, Spalten 326–329.
- Rezension zu U. Moser, Identität, Spiritualität und Lebenssinn, in: ThLZ, 126. Jahrgang, Heft 7/8, 2001, Spalten 826–828.
- Rezension zu Hans-Martin Gutmann, Mit den Toten leben – eine evangelische Perspektive, in: Wege zum Menschen, 55. Jahrgang, Heft 5, 2003, S. 314–316.
- Rezension zu L. Rosenmayr, Schöpferisch altern. Eine Philosophie des Lebens, Wien, Berlin 2007, in: Wege zum Menschen, 59. Jahrgang, Heft 5, 2007, S. 499–500.
- Rezension zu D. Kreitzscheck, Zeitgewinn. Theorie und Praxis der erzählenden Predigt, Evangelische Verlagsanstalt, Leipzig 2004, in: PrTh, 42. Jahrgang., Heft 2, 2007, S. 148–151.
- Rezension zu Ludwig Janus (Hrsg.), Geboren im Krieg. Kindheitserfahrungen im 2. Weltkrieg und ihre Auswirkungen, Psychosozial-Verlag, Gießen 2006, in: Wege zum Menschen, 60. Jahrgang, Heft 3, 2008, S. 305–306.
- Rezension zu Murray Jackson, Paul Williams, Unvorstellbare Stürme. Eine Suche nach Sinn in der Psychose, Beiheft 22, Stuttgart-Bad Cannstatt 2007, in: Wege zum Menschen, 61. Jahrgang, Heft 4, 2009, S. 391–392.
- Rezension zu: Sabine Bode, Kriegsenkel. Die Erben der vergessenen Generation, Klett-Cotta, Stuttgart 2009; in: Wege zum Menschen, 62. Jahrgang, Heft 2, 2010, S. 186–187.
- Rezension zu: Elisabeth Westhoff, Neues vom Tigerbart. Ein Kind mit einer schweren geistigen Behinderung auf dem Weg zu Loslösung und Individuation, Norderstedt 2007, in: Wege zum Menschen, 62. Jahrgang, Heft 3, 2010, S. 277–279.